# Punct subsolar

O diagramă de bază care arată locul punctului subsolar pe suprafața Pământului. Unghiul dintre Soare și orizontala locului este exact de 90° în punctul subsolar.

Punctul subsolar este, pe o planetă, zona în care Soarele este observat la zenit.
În orice moment, punctul subsolar este punctul de pe planetă cel mai apropiat de Soare. În acest loc, razele solare ajung pe planetă perpendicular pe suprafața sa.
Pentru planetele cu o orientare și rotație asemănătoare cu cea a Pământului, punctul subsolar se deplasează spre vest, înconjurând globul o dată pe zi; se deplasează și între tropice în decursul unui an. Solstițiile apar atunci când punctul subsolar este situat pe unul dintre tropice, echinocțiile când punctul subsolar este situat pe ecuator.

## Pe sfera cerească
Punctul subsolar este unul din cele patru puncte solare de pe sfera cerească. Se află pe cercul solar vertical, la o înălțime opusă celei a Soarelui.